# 米哈伊尔·费多托夫
米哈伊尔·亚历山德罗维奇·费多托夫（俄语：Михаи́л Алекса́ндрович Федо́тов，1949年9月18日—），俄罗斯的政治家、律师，曾担任俄罗斯联邦总统顾问、俄罗斯联邦新闻和传媒部长、俄罗斯常驻联合国教科文组织代表。